# Шопрон (футбольний клуб)
ФК «Шопрон» (угор. Sopron) — професіональний угорський футбольний клуб з міста Шопрон. Клуб було створено в 1921 році. Існував до 2008 року, доки не був розформований у зв'язку з фінансовими труднощами, наступного року клуб був відновлений.

## Хронологія назв
- 1921: Шопрон Soproni Sport Egyesület
- 1945: Шопроні Пошташ Soproni Postás Sport Egyesület
- 1991: Шопроні ТСЕ Soproni Távközlési Sport Egyesület
- 1994: МАТАВ Шопрон Magyar Távközlési Vállalat Sport Club Sopron
- 1998: МАТАВ Шопрон Magyar Távközlési Vállalat Football Club Sopron
- 2000: МОТАВ Компак Шопрон Magyar Távközlési Vállalat Football Club Compaq Sopron
- 2002: МАТАВ Шопрон Magyar Távközlési Vállalat Football Club Sopron
- 2005: Шопрон Футбольний клуб «Шопрон»
- 2008: ------

## Історія
Напередодні початку сезону 2007/08 років Лайош Детарі був призначений на посаду головного тренера клубу. Але після того як у 2007 році Антоніо Рігі купив 79 % акцій клубу (ще 21% належав Sopron MJV Önkormányzata) у Ласло Маріуша Візера, Детарі був звільнений з посади головного тренера (без фінансової компенсації за дострокове розірвання контракту), а новим головним тренером клубу став італієць Віченцо Коско.
У січні 2008 року їхня ліцензія була анульована через несплату податків та зборів. Було вирішено позбавити клуб усіх набраних очок у сезоні 2007/08, а у всіх наступних матчах зарахувати «Шопрону» технічні поразки з рахунком 0:3. Зрештою, у січні 2008 року клуб було визнано банкрутом та розформовано.
Зараз у цьому місті виступає новостворений «Шопроні ВСЕ», який є спадкоємцем ФК «Шопрон».

## Досягнення
- Кубок Угорщини
  -  Володар (1): 2005

## Статистика виступів у єврокубках

### Кубок Інтертото
| Сезон | Змагання        | Раунд   | Країна    | Клуб          | Вдома | На виїзді | Загалом |
| ----- | --------------- | ------- | --------- | ------------- | ----- | --------- | ------- |
| 2004  | Кубок Інтертото | 1 раунд | Чехія     | «Тепліце»     | 1–0   | 1–3       | 2–3     |
| 2006  | Кубок Інтертото | 2 раунд | Туреччина | «Кайсеріспор» | 3–3   | 0–1       | 3–4     |

### Кубок УЄФА
| Сезон   | Змагання   | Раунд   | Країна  | Клуб                 | Вдома | На виїзді | Загалом |
| ------- | ---------- | ------- | ------- | -------------------- | ----- | --------- | ------- |
| 2005/06 | Кубок УЄФА | 2 раунд | Україна | «Металург» (Донецьк) | 0–3   | 1–2       | 1–5     |

## Відомі гравці
До списку потрапили гравці, які мають досвід виступів у складі національних збірних
- Рольф Ландерл
- Ондрей Дебнар
- Йозеф Майорош
- Отто Сабо
- Луїджі Сартор
- Джузеппе Сіньйорі
- Янош Балог
- Жолт Бараньйош
- Атілла Драгонер
- Роберт Фешесин
- Янош Гери
- Аттіла Гайду
- Андраш Горват
- Сабольч Хусті
- Йожеф Магашфольді
- Тамаш Надь
- Золтан Пете
- Золтан Пінтер
- Габор Піглітц
- Балаш Робоцкі
- Йожеф Сомогьї
- Тамаш Секереш
- Міхай Тот
- Габор Вінче
- Залан Зомборі

## Відомі тренери
- Паль Чернаї (1994-1995)
- Міклош Панчич (1995)
- Ласло Дайка (2003-2005)
- Янош Чанк (2005-2006)
- Тібор Шеймеш (2005-2007)
- Лайош Детарі (2007)
- Вінченцо Коско (2007-2008)